# Luftskib L 60
Luftskib L 60 (fabriksnr. LZ 108) blev bygget af Luftschiffbau Zeppelin i Berlin-Staaken til den tyske Kaiserliche Marine og foretog sin første flyvning 18. december 1917.
Zeppelineren var af V-klassen og blev muligvis i Staaken indtil omkring 1. april 1918, da den flyttedes til luftskibsbasen i Tønder af kaptajnløjtnant og kommandant Hans Curt Flemming og 1. officer Kruse.
De nåede at flyve 18 ture, heraf 11 rekognosceringer og 1 bombetogt, indtil bombardementet af luftskibsbasen 18. juli 1918, hvor L 54 og L 60 udbrændte i Toska-dobbelthallen.
Eftersom de 3 haller kort efter angrebet nedrevedes, blev L 60 den sidst ankomne og mest moderne zeppeliner på basen i Tønder nogensinde.

## Bombetogt 12. april 1918
L 60 deltog 12./13. april 1918 i et bombetogt sammen med L 61, L 62, L 63 og L 64 i overskyet vejr mod byerne Leeds, Grimsby and Hull, men ramte vist ingen.
L 61 forvildede sig længere vest på til Wigan i Greater Manchester, hvor adskillige af bombetogtets i alt 7 dræbte og 20 såredes fandtes.
L 62 nåede ned i nærheden af Birmingham og Coventry og ramte ikke noget af betydning. Et engelsk fly gik til angreb, men det lykkedes skytterne i agtergondolen at ramme piloten i hovedet, så flyet måtte afbryde angrebet.
Alle luftskibene vendte derfor sikkert hjem til deres baser.

## Eksterne links
- Zeppelin L 60 - Luftschiffe in Tondern Arkiveret 14. august 2017 hos  Wayback Machine - zeppelin-museum.dk
- LZ 108 - luftschiff.de
- LZ108 Arkiveret 21. maj 2015 hos  Wayback Machine - sebastianrusche.com
- Lz108 - L60 Arkiveret 20. oktober 2014 hos  Wayback Machine - p159.phpnet.org (fransk)
- LZ108(L60) - air-ship.info (kinesisk)
- 19-July-1918 Zeppelin LZ.108 - Aviation Safety Network

1. ↑  Probefahrt zweier Marineluftschiffe (1918) - filmportal.de (video)
2. ↑  How the British obtained 2 of the finest War Zeppelins - airshipsonline.com
3. ↑  The Story of German Airships in the First World War - forums.somethingawful.com
4. ↑  The Baby Killers: German Air Raids on Britain in the First World War, af Thomas Fegan (2002). ISBN 9781781592038